# USS LST-768
O USS LST-768 foi um navio de guerra norte-americano da classe LST que operou durante a Segunda Guerra Mundial.